# Ngapi
Pour le volcan d'Indonésie, voir Lewotolo.

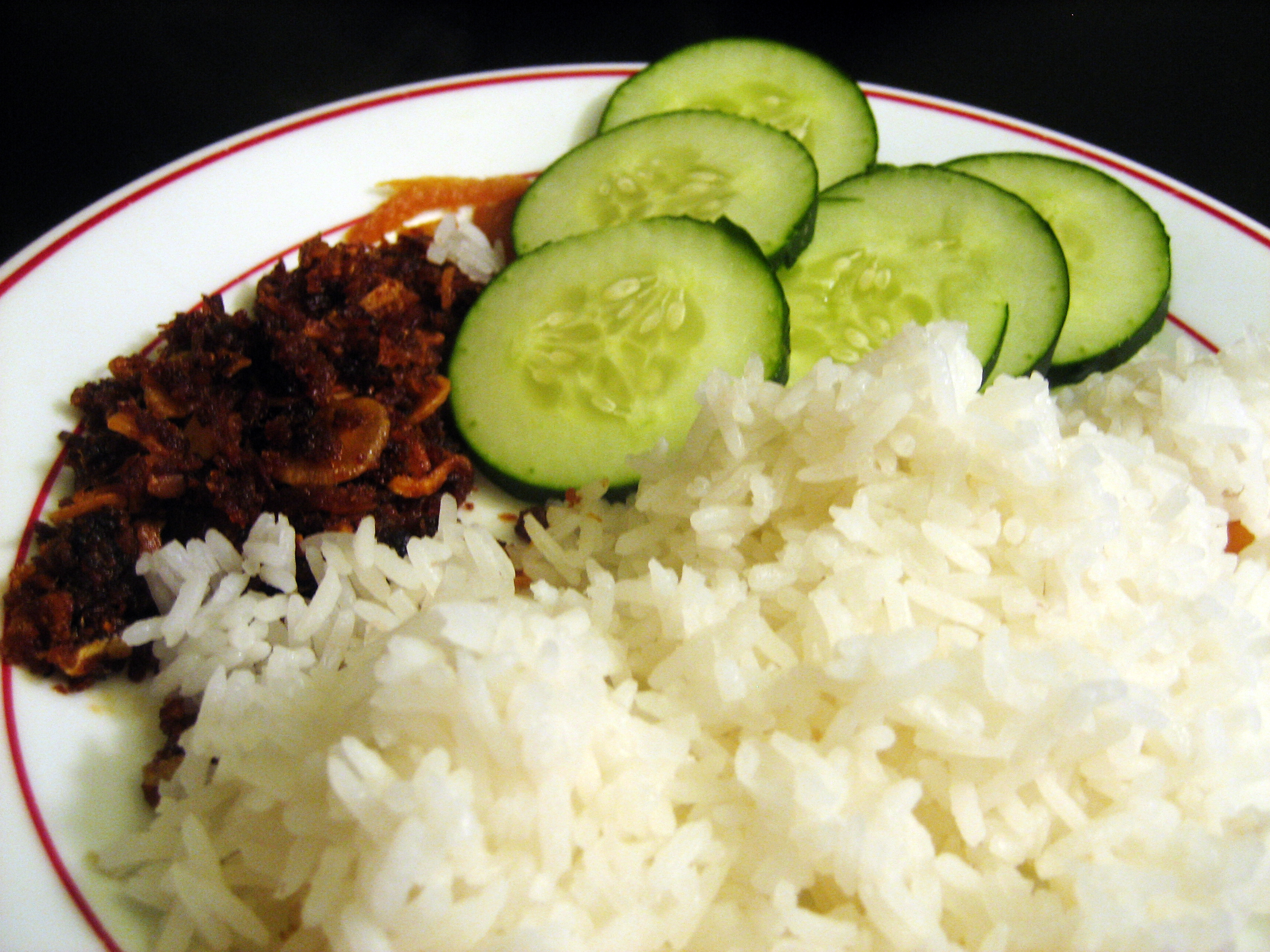
Ngapi kyaw (ngapi frit) avec du riz.

Ngapi (ငပိ, ŋəpi̯) est un terme générique pour la pâte de poisson ou crevette fermentée de la cuisine birmane. Le ngapi est habituellement produit par fermentation de poisson haché ou de crevettes, ensuite séché au soleil. Le mot ngapi signifie littéralement « poisson compressé » en birman.
Le ngapi est un ingrédient important de la cuisine de Basse-Birmanie où il est utilisé comme condiment et comme additif dans la plupart des mets. Le ngapi cru ne peut pas être consommé directement.